# Hann. Münden
Hann. Münden („Hannoversch Münden” sau „Münden”) este un oraș de mărime mijlocie din districtul Göttingen amplasat în sudul landului Saxonia Inferioară la granița cu landul Hessa.